# Clarissa Eshuis
Clarissa Eshuis (Hamilton, 18 de marzo de 1987) es una exjugadora neozelandesa de hockey sobre césped.

## Trayectoria
Eshuis debutó con la selección de Nueva Zelanda en el año 2005. Tuvo su debut olímpico en los Juegos Olímpicos de Londres 2012. En el torneo llegó hasta semifinales, pero perdió contra Países Bajos. En el partido por la medalla de bronce cayó ante Reino Unido.